# Agnorhiza elata
Agnorhiza elata là một loài thực vật có hoa trong họ Cúc. Loài này được (H.M.Hall) W.A.Weber mô tả khoa học đầu tiên năm 1999.